# Sportjahr 1941
Liste der Sportjahre

◄◄ | ◄ | 1937 | 1938 | 1939 | 1940 | Sportjahr 1941 | 1942 | 1943 | 1944 | 1945 | ► | ►►

Weitere Ereignisse

## Badminton
Höhepunkt des Badmintonjahres 1941 waren die Malaysia Open. Skandinavien, Frankreich, Nordamerika, Australien, Indien und Malaya waren die Zentren der Sportart im dritten Kriegsjahr. 

### Internationale Veranstaltungen
| Veranstaltung | Herreneinzel   | Dameneinzel   | Herrendoppel                   | Damendoppel                    | Mixed                          |
| ------------- | -------------- | ------------- | ------------------------------ | ------------------------------ | ------------------------------ |
| French Open   | Michel Marret  | Yvonne Girard | Michel Marret René Mathieu     | Yvonne Girard Madeleine Girard | Michel Marret Madeleine Girard |
| Malaysia Open | Wong Peng Soon | Lee Chee Neo  | Chee Choon Wah Chee Choon Keng | Lee Chee Neo Lee Kim Leo       | Chee Choon Wah Ong Eak Eam     |

### Nationale Meisterschaften
| Veranstaltung | Herreneinzel       | Dameneinzel                  | Herrendoppel                  | Damendoppel                   | Mixed                              |
| ------------- | ------------------ | ---------------------------- | ----------------------------- | ----------------------------- | ---------------------------------- |
| Dänemark      | Conny Jepsen       | Agnete Friis                 | Tage Madsen Carl Frøhlke      | Agnete Friis Jytte Thayssen   | Jan Schmidt Jytte Thayssen         |
| Indien        | Chee Choon Keng    | Pearl Goss                   | Dattu Mugwe M. G. Mugwe       | P. Cook Catchik               | Vijay A. Madgavkar Pearl Goss      |
| Jamaika       | Percy Wates        | Elaine Harris                | Percy Wates Patrick Clerk     | Elaine Harris H. Wortley      | Percy Wates Elaine Harris          |
| Niederlande   | Edward H. den Hoed | Annie W. Koch H. Dresselhuys | J. P. H. Woltman O. C. Koch   | -                             | J. P. H. Woltman H. Dresselhuys    |
| Schweden      | Sven Malmfält      | Evy Holmgren                 | Sven Malmfält Helge Paulsson  | Thyra Hedvall Carin Stridbäck | Sture Ericsson Britta Bergström    |
| USA           | David G. Freeman   | Thelma Kingsbury             | David G. Freeman Chester Goss | Thelma Kingsbury Janet Wright | David G. Freeman Sara Lee Williams |

## Leichtathletik
- 24. Mai – Rudolf Harbig, Deutschland, lief die 1000 Meter der Herren in 2:21,5 min.
- 25. Mai – Lester Steers, USA, erreichte im Hochsprung der Herren 2,10 m.
- 25. Mai – Bill Stewart, USA, erreichte im Hochsprung der Herren 2,09 m.
- 26. Mai – Adolfo Consolini, Italien, erreichte im Diskuswurf der Herren 53,34 m.
- 17. Juni – Lester Steers, USA, sprang im Hochsprung der Herren 2,11 m.
- 20. Juli – Archie Harris, USA, erreichte im Diskuswurf der Herren 53,26 m.
- 26. Juli – Cornelius Warmerdam, USA, erreichte im Stabhochsprung der Herren 4,72 m.
- 29. Juli – Fred Wolcott, USA, lief die 110 Meter Hürden der Herren in 13,7 s.
- 10. August – Gunder Hägg, Schweden, lief die 1500 Meter der Herren in 3:47,6 min.
- 1. September – Gunder Hägg, Schweden, lief die 1500 Meter der Herren in 3:47,6 min.
- 16. September – Viggo Invorsen, Dänemark, ging im 50.000-Meter-Gehen der Herren in 4:24:47 h.

## Geboren

### Januar
- 01. Januar: Joseph Bessala, kamerunischer Boxer († 2010)
- 01. Januar: Danilo Grassi, italienischer Radrennfahrer
- 05. Januar: Chuck McKinley, US-amerikanischer Tennisspieler, Wimbledon-Sieger († 1986)
- 06. Januar: Roberto Levis, puerto-ricanischer Fechter
- 08. Januar: Severino Andreoli, italienischer Radprofi
- 12. Januar: Klaus Günther, deutscher Fußballtorwart
- 13. Januar: Eckhard Krautzun, deutscher Fußballspieler und -trainer
- 13. Januar: Meinhard Nehmer, deutscher Bobfahrer
- 14. Januar: Oscar Quiñones Carrillo, peruanischer Schachspieler und -lehrer
- 17. Januar: Karin Reichert-Frisch, deutsche Leichtathletin
- 22. Januar: Peter Flanagan, englischer Rugbyspieler († 2007)
- 23. Januar: Dumeng Giovanoli, Schweizer Skirennläufer
- 24. Januar: Siegfried Kettmann, deutscher Radsportler
- 24. Januar: Peter Randt, deutscher Handballspieler
- 25. Januar: Buddy Baker, US-amerikanischer Automobilrennfahrer († 2015)
- 25. Januar: Peter Richter, deutscher Fußballspieler
- 27. Januar: Franco De Pedrina, italienischer Ruderer
- 28. Januar: Heidi Mittermaier, deutsche Skirennläuferin
- 30. Januar: Heinz Poll, deutscher Fußballspieler
- 000Januar: James Ashton, australischer Polospieler († 2010)

### Februar

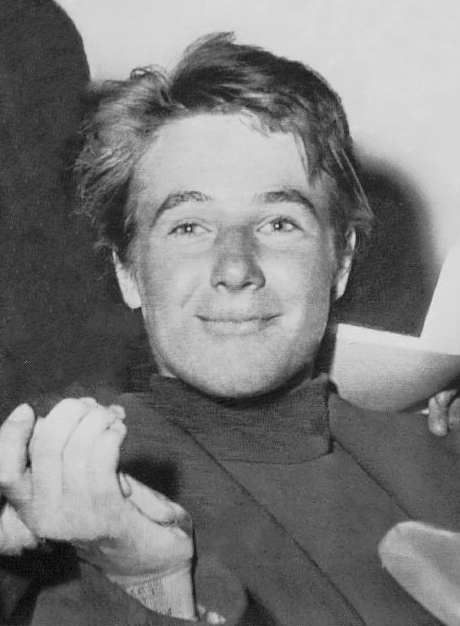
Heidi Biebl

- 01. Februar: Anatoli Firsow, russischer Eishockeyspieler († 2000)
- 02. Februar: Jewgenij Mischakow, russischer Eishockeyspieler († 2007)
- 03. Februar: Francisco Jara, mexikanischer Fußballspieler († 2024)
- 07. Februar: Gudrun Schmidt, deutsche Skilangläuferin; DDR-Meisterin
- 08. Februar: Wolfgang Blochwitz, deutscher Fußballspieler († 2005)
- 11. Februar: Rudolf Brunnenmeier, deutscher Fußballspieler († 2003)
- 12. Februar: Christoph Höhne, deutscher Leichtathlet
- 12. Februar: Werner Nievelstein, deutscher Fußballspieler († 2023)
- 12. Februar: Amado Palacios, mexikanischer Fußballtorhüter († 2025)
- 17. Februar: Heidi Biebl, deutsche Skirennläuferin und Olympiasiegerin († 2022)
- 17. Februar: Vito Corbelli, san-marinesischer Radrennfahrer
- 17. Februar: Heidi Menacher, deutsche Badmintonspielerin († 2019)
- 20. Februar: Dave Manders, US-amerikanischer American-Football-Spieler
- 21. Februar: Nojim Maiyegun, nigerianischer Boxer († 2024)
- 22. Februar: Jürgen Nöldner, deutscher Fußballspieler († 2022)
- 25. Februar: Pierluigi Cera, italienischer Fußballspieler
- 25. Februar: Josef Thelen, deutscher Fußballspieler († 2007)
- 26. Februar: Wolfram Lindner, deutscher Radsporttrainer († 2010)

### März
- 03. März: Eero Tapio, finnischer Ringer († 2022)
- 03. März: John Thomas, US-amerikanischer Leichtathlet († 2013)
- 07. März: Ralph Bryans, britischer Motorradrennfahrer († 2014)

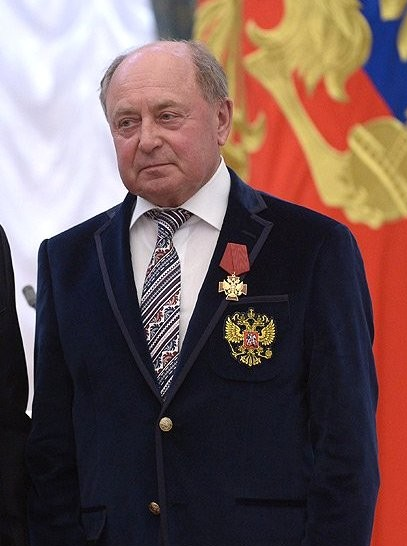
Alexei Mischin

- 08. März: Alexei Mischin, russischer Eiskunstläufer und Eiskunstlauftrainer
- 13. März: Heinrich Burger, deutscher Fernschachgroßmeister
- 13. März: John Clark, schottischer Fußballspieler
- 15. März: Klaus Kobusch, deutscher Radrennfahrer († 2025)
- 15. März: Jean-Louis Lafosse, französischer Automobilrennfahrer († 1981)
- 25. März: Helmut Schranz, österreichischer Skirennläufer
- 27. März: Peter Göbel, deutscher Eiskunstläufer (DDR)
- 27. März: Antonina Lasarewa, sowjetisch-russische Hochspringerin
- 29. März: Julio César Cortés, uruguayischer Fußballspieler († 2025)
- 29. März: Siegfried Kessler, deutscher Fußballspieler († 2013)
- 30. März: Wolfgang Hofmann, deutscher Judoka († 2020)
- 31. März: Wera Korsakowa, sowjetisch-russische Leichtathletin

### April
- 02. April: Fritz Müller, deutscher Automobilrennfahrer
- 05. April: Wiktor Kurenzow, sowjetisch-russischer Gewichtheber († 2021)
- 09. April: Amos Johnson, US-amerikanischer Automobilrennfahrer
- 12. April: Bobby Moore, englischer Fußballspieler († 1993)
- 13. April: Jim Cruickshank, schottischer Fußballtorhüter († 2010)
- 18. April: Jochen Both, deutscher Leichtathlet (DDR)
- 19. April: Edit Buchholz, deutsche Tischtennisspielerin
- 20. April: Peter Marlow, britischer Geher
- 20. April: Gyula Tóth, ungarischer Fußballspieler und -trainer († 2014)
- 26. April: Hein Mück, deutscher Boxer († 2024)
- 28. April: Lucien Aimar, französischer Radrennfahrer
- 28. April: Peter Kunter, deutscher Fußballspieler († 2024)

### Mai
- 02. Mai: Tony Adamowicz, US-amerikanischer Automobilrennfahrer († 2016)
- 02. Mai: Franco Scoglio, italienischer Fußballtrainer († 2005)
- 03. Mai: Nona Gaprindaschwili, sowjetisch-georgische Schachspielerin
- 03. Mai: Dave Robinson, US-amerikanischer American-Football-Spieler
- 05. Mai: Alexander Ragulin, russischer Eishockeyspieler († 2004)
- 06. Mai: Ivica Osim, jugoslawischer Fußballspieler und -trainer († 2022)
- 11. Mai: Ian Redpath, australischer Cricketspieler († 2024)
- 15. Mai: Brian Green, britischer Sprinter
- 15. Mai: Edy Schütz, luxemburgischer Radrennfahrer
- 15. Mai: Hans Weber, deutscher Motorsportler († 1969)
- 18. Mai: Mauricio de Narváez, kolumbianischer Automobilrennfahrer und Rennstallbesitzer
- 20. Mai: Josef Schwarz, deutscher Leichtathlet
- 21. Mai: Erhard Ahmann, deutscher Fußballspieler und -trainer († 2005)
- 22. Mai: Martha Langbein, deutsche Leichtathletin
- 24. Mai: Victor Brooks, jamaikanischer Weit- und Dreispringer
- 25. Mai: Wiktor Krawtschenko, sowjetisch-russischer Leichtathlet
- 29. Mai: Inger Aufles, norwegische Skilangläuferin
- 30. Mai: Heribert Faßbender, deutscher Sportjournalist
- 31. Mai: Wolfgang Fahrian, deutscher Fußballspieler († 2022)

### Juni

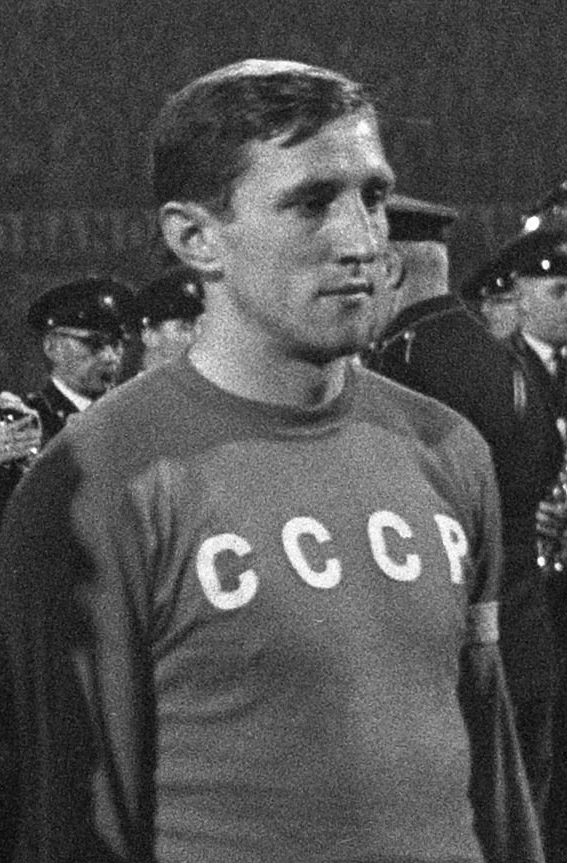
Albert Schesternjow

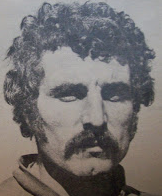
Nelson López

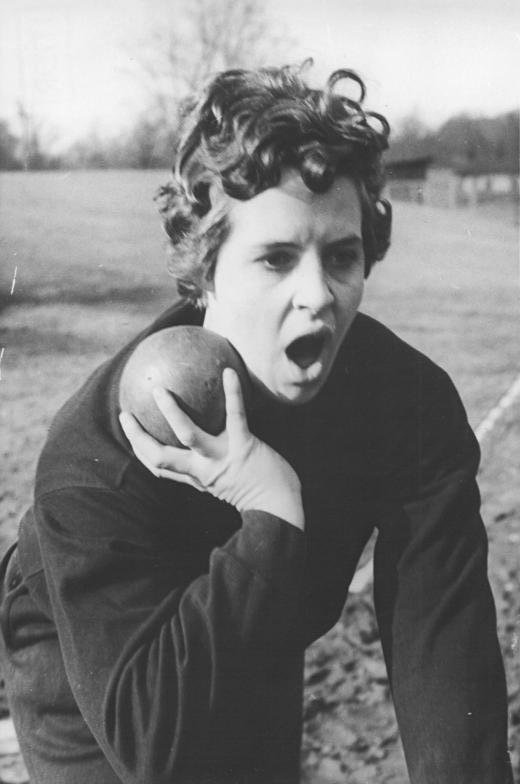
Margitta Gummel

- 01. Juni: Tony Harris, britischer Mittelstreckenläufer
- 04. Juni: Eduard Buchman, russischer Schachspieler und -trainer († 2020)
- 04. Juni: Winfried Albert Holtmann, deutscher Radsportmanager und Journalist († 2003)
- 05. Juni: Gjermund Eggen, norwegischer Skilangläufer († 2019)
- 05. Juni: Jo Eggen, norwegischer Skilangläufer
- 05. Juni: Hartmut Heidemann, deutscher Fußballspieler († 2022)
- 09. Juni: Wolfgang Schnarr, deutscher Fußballtorwart († 2025)
- 10. Juni: Jürgen Piepenburg, deutscher Fußballspieler († 2025)
- 10. Juni: Dave Walker, australischer Automobilrennfahrer († 2024)
- 13. Juni: Frans Verbeeck, belgischer Radrennfahrer
- 14. Juni: Jewgenij Frolow, sowjetisch-russischer Boxer, Silbermedaillengewinner bei den Olympischen Spielen 1964
- 14. Juni: Horst Peschke, deutscher Fußballspieler und -trainer im DDR-Fußballspielbetrieb († 2019)
- 16. Juni: Tõnu Õim, sowjetisch-estnischer Schachmeister
- 16. Juni: Jan Schröder, niederländischer Radsportler († 2007)
- 17. Juni: Dieter Wiedemann, deutscher Radrennfahrer
- 18. Juni: Lothar Fuchs, deutscher Eishockeyspieler
- 18. Juni: Peter Jonas, österreichischer Eiskunstläufer
- 18. Juni: Roger Lemerre, französischer Fußballspieler und -trainer
- 20. Juni: Horst Meyer, deutscher Ruderer († 2020)
- 20. Juni: Albert Schesternjow, sowjetisch-russischer Fußballspieler und -trainer († 1994)
- 23. Juni: Pierre Maddaloni, französischer Ruderer
- 23. Juni: Keith Newton, englischer Fußballspieler († 1998)
- 24. Juni: Nelson López, argentinischer Fußballspieler
- 26. Juni: Tamara Moskwina, russische Eiskunstläuferin und Eiskunstlauftrainerin
- 27. Juni: Ian Black, schottischer Schwimmer
- 27. Juni: Peter Kraus, deutscher Hockeyspieler († 2024)
- 27. Juni: Klaus Schmidt, deutscher Fußballspieler
- 28. Juni: Walentina Tichomirowa, sowjetisch-russische Leichtathletin
- 29. Juni: Margitta Gummel, deutsche Leichtathletin († 2021)
- 30. Juni: Klaus Häcker, deutscher Handballspieler und -trainer

### Juli
- 01. Juli: Bob Gansler, US-amerikanischer Fußballtrainer
- 02. Juli: Wendell Mottley, Leichtathlet und Politiker aus Trinidad und Tobago
- 07. Juli: Wiktor Agejew, sowjetisch-russischer Boxer

- 09. Juli: Dieter Krumpholz, deutscher Motorradrennfahrer († 1966)
- 09. Juli: Hans-Gunnar Liljenwall, schwedischer Moderner Fünfkämpfer; die erste Person, die bei Olympischen Spielen wegen eines Dopingvergehens disqualifiziert wurde
- 09. Juli: Irene Piotrowski, kanadische Leichtathletin († 2020)
- 10. Juli: Giorgio Dellagiovanna, italienischer Fußballspieler († 2013)

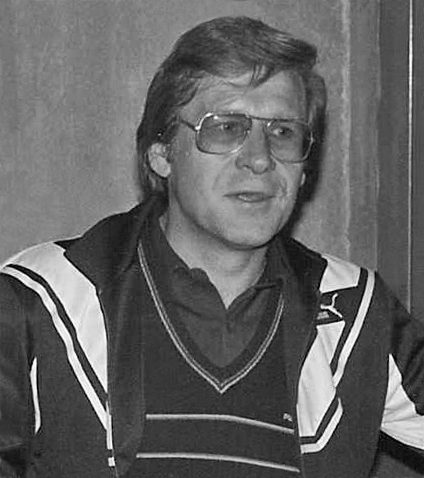
Diethelm Ferner

- 13. Juli: Diethelm Ferner, deutscher Fußballspieler und -trainer († 2023)
- 15. Juli: Diethard Finkelmann, deutscher Handballspieler
- 15. Juli: Helmut Witte, deutscher Fußballtrainer
- 16. Juli: Kálmán Mészöly, ungarischer Fußballspieler und -trainer († 2022)
- 17. Juli: Achim Warmbold, deutscher Rallyefahrer
- 18. Juli: Friedrich Wilhelm Braun, brasilianischer Basketballspieler († 2025)
- 20. Juli: Walter Stamm, österreichischer Fußballspieler († 2023)
- 22. Juli: Harry Bähre, deutscher Fußballspieler
- 26. Juli: Rudi Valenčič, jugoslawischer Radrennfahrer
- 28. Juli: Ulf Norberg, schwedischer Skispringer
- 30. Juli: Karin Beyer, deutsche Schwimmerin (DDR)

### August
- 01. August: Klaus Pohl, deutscher Ringer
- 02. August: Jacob Murey, israelischer Schachspieler
- 02. August: Nicolae Neagoe, rumänischer Bobsportler († 2023)
- 02. August: Guy Revell, kanadischer Eiskunstläufer († 1991)
- 06. August: Robert Dumontois, französischer Ruderer († 2022)
- 06. August: Joseph Gonzales, französischer Boxer
- 07. August: Klaus Brand, deutscher Handballspieler und -trainer
- 07. August: Manfred Müller, deutscher Fußballspieler
- 09. August: Jack Elder, US-amerikanischer Rennrodler
- 09. August: Walerij Tarakanow, sowjetisch-russischer Skilangläufer
- 11. August: Alla Kuschnir, russisch-israelische Schachspielerin († 2013)
- 12. August: Edwin Roberts, Leichtathlet aus Trinidad und Tobago
- 13. August: Chris Hanburger, US-amerikanischer American-Football-Spieler
- 16. August: Claude Legrand, französischer Skilangläufer
- 16. August: Heinz-Günter Sibilski, deutscher Fußballspieler
- 17. August: Stere Adamache, rumänischer Fußballspieler († 1978)
- 18. August: Georg Lechner, deutscher Fußballspieler
- 19. August: Gerd vom Bruch, deutscher Fußballtrainer
- 19. August: Rolf Königs, deutscher Fußballfunktionär
- 21. August: Wolfgang Schoppe, deutscher Radsportfunktionär
- 22. August: Barry Jackson, britischer Sprinter
- 23. August: Hans-Dieter Diehl, deutscher Fußballspieler († 2012)
- 23. August: Ayhan Elmastaşoğlu, türkischer Fußballspieler
- 24. August: Skip Scott, US-amerikanischer Automobilrennfahrer († 2003)
- 25. August: Mario Corso, italienischer Fußballspieler und -trainer († 2020)
- 25. August: Angelo Domenghini, italienischer Fußballspieler und -trainer
- 25. August: Ludwig Müller, deutscher Fußballspieler
- 26. August: Malcolm Pyrah, britischer Springreiter
- 27. August: Michael Sauer, deutscher Dreispringer und Journalist
- 28. August: Nils Andersson, schwedischer Fußballspieler und -trainer
- 28. August: Toomas Leius, sowjetischer Tennisspieler und -trainer († 2025)
- 29. August: Klaus Müller, deutscher Badmintonspieler
- 30. August: Ignazio Giunti, italienischer Automobilrennfahrer († 1971)
- 31. August: Anne Smith, britische Mittelstreckenläuferin († 1993)

### September
- 01. September: Manfred Richter, deutscher Fußballspieler († 1995)
- 04. September: Alfons Dirnberger, österreichischer Fußballspieler († 2022)
- 04. September: Earl Ross, kanadischer Automobilrennfahrer († 2014)
- 09. September: Werner Pfeifer, deutscher Fußballspieler
- 12. September: Peter Haack, deutscher Fußballspieler († 2013)
- 12. September: Rainer Müller, deutscher Fußballspieler, DDR († 2001)
- 15. September: Csaba Meleghegyi, ungarischer Schachspieler († 2004)
- 16. September: Alan Willey, englischer Fußballspieler († 2017)
- 17. September: Wolfgang Hammer, deutscher Fußballspieler
- 17. September: Günter Schmahl, deutscher Fußballspieler in der DDR-Oberliga
- 18. September: Bernd Hofmann, deutscher Fußballspieler († 2013)
- 19. September: Jeremy Fox, britischer Moderner Fünfkämpfer († 2023)
- 20. September: Butch Byrd, US-amerikanischer American-Football-Spieler
- 20. September: Juri Smoljakow, sowjetisch-russischer Fechter und olympischer Silbermedaillengewinner 1968
- 22. September: Roger Mandeville, US-amerikanischer Automobilrennfahrer
- 24. September: Jürgen Bischof, deutscher Geräteturner
- 24. September: John Mackey, US-amerikanischer American-Football-Spieler († 2011)
- 24. September: Tony Rutter, englischer Motorradrennfahrer († 2020)
- 24. September: Italo Zilioli, italienischer Radrennfahrer
- 25. September: Takao Sakurai, japanischer Bantamgewichtsboxer († 2012)
- 27. September: Roger Claessen, belgischer Fußballspieler († 1982)
- 28. September: Charley Taylor, US-amerikanischer American-Football-Spieler († 2022)
- 30. September: Reine Wisell, schwedischer Automobilrennfahrer

### Oktober
- 01. Oktober: Wjatscheslaw Wedenin, sowjetisch-russischer Skilangläufer und Olympiasieger von 1972 († 2021)
- 03. Oktober: Mike Gallagher, US-amerikanischer Skilangläufer († 2013)
- 03. Oktober: Victor Palciauskas, US-amerikanischer Schachspieler
- 04. Oktober: Herbert Pankau, deutscher Fußballspieler und Sportfunktionär († 2025)
- 04. Oktober: Jerrel Wilson, US-amerikanischer American-Football-Spieler († 2005)
- 05. Oktober: Gerd Roggensack, deutscher Fußballspieler und -trainer († 2024)
- 06. Oktober: John Nicholson, neuseeländischer Motortuner und Automobilrennfahrer († 2017)
- 07. Oktober: Hans-Georg Pillarz, deutscher Boxer († 2018)
- 08. Oktober: Hans Arnold, deutscher Fußballspieler († 1991)
- 09. Oktober: Giancarlo Bercellino, italienischer Fußballspieler
- 09. Oktober: Peter Kohnke, deutscher Sportschütze und Olympiasieger († 1975)
- 09. Oktober: Manfred Schneider, deutscher Ruderer (DDR)
- 12. Oktober: André Gahinet, französischer Automobilrennfahrer
- 13. Oktober: Jim Price, US-amerikanischer Baseballspieler († 2023)
- 14. Oktober: Peter Ducke, deutscher Fußballspieler
- 14. Oktober: Roger Taylor, britischer Tennisspieler
- 19. Oktober: Igor Dmitrijew, sowjetisch-russischer Eishockeyspieler und -trainer († 1997)
- 23. Oktober: Herbert Lübking, deutscher Feld- und Hallenhandballspieler
- 23. Oktober: René Metge, französischer Rallyefahrer († 2024)
- 28. Oktober: László Gergely, rumänischer Fußballspieler ungarischer Herkunft
- 29. Oktober: Wiktor Singer, sowjetisch-russischer Eishockeytorwart und -trainer († 2013)
- 30. Oktober: Bob Wilson, schottischer Fußballtorhüter
- 31. Oktober: Derek Bell, britischer Automobilrennfahrer

### November
- 01. November: Horst Arzt, deutscher Politiker und Fußballfunktionär
- 04. November: Raúl Bernao, argentinischer Fußballspieler († 2007)
- 05. November: Nikolaj Jakowenko, sowjetisch-russischer Ringer († 2006)
- 05. November: Raul Rojas, US-amerikanischer Boxer mexikanischer Herkunft († 2012)
- 07. November: Hughes Kirschoffer, französischer Automobilrennfahrer
- 09. November: Karl Herzog, deutscher Volleyballspieler und -trainer
- 11. November: William Arthur Adcocks, britischer Marathonläufer
- 11. November: Helga Masthoff, deutsche Tennisspielerin
- 11. November: Gérard Vial, Schweizer Automobilrennfahrer
- 12. November: Klaus Hose, deutscher Karambolagespieler († 1996)
- 13. November: Karl Sinzinger, österreichischer Ruderer
- 19. November: Iwanka Christowa, bulgarische Kugelstoßerin und Olympiasiegerin 1976 († 2022)
- 21. November: Roberto Cruz, philippinischer Boxer
- 27. November: Henry Carr, US-amerikanischer Sprinter und Olympiasieger († 2015)
- 27. November: Aimé Jacquet, französischer Fußballspieler und -trainer
- 29. November: Lothar Emmerich, deutscher Fußballspieler († 2003)
- 30. November: Kees Aarts, niederländischer Fußballspieler († 2008)
- 000November: Ion Popescu, rumänischer Handballspieler und -trainer

### Dezember
- 02. Dezember: Dieter Schurr, deutscher Fußballspieler
- 04. Dezember: Iosif Varga, rumänischer Fußballspieler und -trainer († 1992)
- 07. Dezember: Noel Carroll, irischer Mittelstreckenläufer, Kommunalpolitiker und Sportorganisator († 1998)
- 08. Dezember: Bob Brown, US-amerikanischer American-Football-Spieler († 2023)
- 08. Dezember: Geoff Hurst, englischer Fußballspieler
- 08. Dezember: Günter Pröpper, deutscher Fußballspieler
- 10. Dezember: Ernst Kurth, deutscher Fußballspieler und -trainer († 2023)
- 14. Dezember: Lothar Appler, deutscher Radrennfahrer
- 17. Dezember: Gilbert Gress, französischer Fußballspieler und -trainer Gilbert Gress

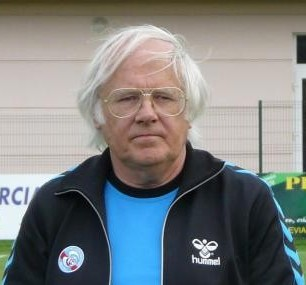
Gilbert Gress

- 22. Dezember: Jens Petersen, dänischer Fußballspieler († 2012)
- 24. Dezember: Manfred Schurti, Liechtensteiner Automobilrennfahrer
- 26. Dezember: Klaus-Michael Bonsack, deutscher Rennrodler († 2023)
- 26. Dezember: Mike Ryan, neuseeländischer Langstreckenläufer
- 29. Dezember: Daphne Arden, britische Sprinterin
- 31. Dezember: Alex Ferguson, schottischer Fußballtrainer

### Genaues Geburtsdatum unbekannt
- Karl Clausen, deutscher Basketballspieler († 2010)
- Ahmet Şahin, türkischer Fußballspieler († 1994)

## Gestorben

### Januar
- 09. Januar: Dimitrios Golemis, griechischer Leichtathlet (* 1877)
- 09. Januar: Ragnar Vik, norwegischer Segler (* 1893)
- 11. Januar: Emanuel Lasker, deutscher Schachweltmeister (* 1868)
- 12. Januar: Edu Snethlage, niederländischer Fußballspieler (* 1886)
- 18. Januar: George Webster, britischer Schwimmer (* 1885)
- 22. Januar: Fritz Kaufmann, Schweizer Skispringer und Nordischer Kombinierer (* 1905)
- 25. Januar: Robert Linzeler, französischer Segler (* 1872)
- 29. Januar: Matt McGrath, US-amerikanischer Hammerwerfer (* 1878)
- 29. Januar: Amédée Thubé, französischer Segler (* 1884)
- 31. Januar: Verner Järvinen, finnischer Leichtathlet (* 1870)

### Februar
- 01. Februar: Walter Abbott, englischer Fußballspieler (* 1877)
- 02. Februar: Edward Parnell, britischer Sportschütze (* 1875)
- 04. Februar: Nils Persson, schwedischer Segler (* 1879)
- 12. Februar: Wilhelm Carstens, deutscher Ruderer (* 1869)
- 12. Februar: John Rice, kanadischer Ruderer (* 1881)
- 14. Februar: Andreas Stadler, österreichischer Gewichtheber (* 1896)
- 16. Februar: Wilhelm Peters, deutscher Fußballspieler, -schiedsrichter und Verbandsfunktionär (* 1901)
- 25. Februar: Tito Collevati, italienischer Turner (* 1891)
- 25. Februar: Alfred Powlesland, britischer Cricketspieler (* 1875)
- 27. Februar: Åke Bergman, schwedischer Schwimmer und Wasserballspieler (* 1896)
- 000Februar: Alexander Petrow, russischer Ringer und Olympiamedaillengewinner (* 1876)

### März
- 01. März: Lucien Mérignac, französischer Fechter (* 1873)
- 03. März: Otto Oehler, US-amerikanischer Handballspieler (* 1913)
- 04. März: Paul Wevers, deutscher Kanute (* 1907)
- 18. März: Henri Cornet, französischer Radrennfahrer (* 1884)
- 19. März: Matteo Ceirano, italienischer Automobilrennfahrer und Unternehmer (* 1870)
- 22. März: John Neely, US-amerikanischer Tennisspieler (* 1872)
- 28. März: Marcus Hurley, US-amerikanischer Bahnradrennfahrer und Basketballspieler (* 1883)
- 30. März: Laurens Smitz Meintjes, südafrikanischer Radrennfahrer (* 1868)

### April
- 01. April: Arthur Birkett, britischer Cricketspieler (* 1875)
- 02. April: Gustaf Törnros, schwedischer Marathonläufer (* 1887)
- 09. April: George Miéville Simond, englischer Tennisspieler (* 1867)
- 16. April: John Wodehouse, britischer Polospieler (* 1883)
- 21. April: Fritz Manteuffel, deutscher Gerätturner (* 1875)
- 24. April: Lawrence Whitney, US-amerikanischer Kugelstoßer (* 1891)
- 30. April: Edgar Aabye, dänischer Sportler (* 1865)

### Mai
- 01. Mai: Otto Granström, finnischer Turner (* 1887)
- 02. Mai: Ignacy Popiel, polnischer Schachspieler (* 1863)
- 03. Mai: Georges Durand, französischer Journalist und Motorsportfunktionär (* 1864)
- 04. Mai: Chris McKivat, australischer Rugbyspieler (* 1879)
- 11. Mai: William McDonnell, US-amerikanischer Sportschütze (* 1876)
- 15. Mai: Law Adam, niederländischer Fußballspieler (* 1908)
- 18. Mai: Oskar Nørland, dänischer Fußballspieler (* 1882)

### Juni
- 03. Juni: Antoni Łyko, polnischer Fußballspieler (* 1907)
- 04. Juni: Frank Carter, britischer Geher (* 1879)
- 04. Juni: Joseph Wear, US-amerikanischer Tennisspieler und -funktionär (* 1876)
- 14. Juni: Leslie Mitchell MacPherson, australischer Sportler (* 1880)
- 18. Juni: Lorenzo Vitria, spanischer Boxer (* 1908)
- 22. Juni: Hasso von Bismarck, deutscher Bobfahrer (* 1902)
- 22. Juni: Rudolf Cranz, deutscher Skirennläufer (* 1918)
- 22. Juni: Helmut Hamann, deutscher Leichtathlet (* 1912)
- 27. Juni: Karl Neukirch, deutscher Gerätturner (* 1864)
- 30. Juni: Walter Bäumer, deutscher Motorrad- und Automobilrennfahrer (* 1908)
- 30. Juni: Józef Broel-Plater, polnischer Bobfahrer (* 1890)
- 30. Juni: Jonathan Honorez, französischer Turner (* 1872)

### Juli
- 02. Juli: Ronald McLean, britischer Turner († 1881)
- 04. Juli: Karl Kotratschek, österreichischer Leichtathlet (* 1914)
- 05. Juli: Gunnar Rönström, schwedischer Leichtathlet (* 1884)
- 08. Juli: Hans Freese, deutscher Schwimmer (* 1918)
- 12. Juli: Franz Bartl, österreichischer Feldhandballspieler (* 1915)
- 14. Juli: Karl Groß, deutscher Ringer (* 1884)
- 17. Juli: Ira Davenport, US-amerikanischer Sprinter und Mittelstreckenläufer (* 1887)
- 17. Juli: Ludwig Stubbendorff, deutscher Reiter (* 1906)
- 19. Juli: Bartolomeo Costantini, italienischer Flieger und Automobilrennfahrer (* 1886)
- 19. Juli: Wilhelm Leichum, deutscher Leichtathlet (* 1911)
- 23. Juli: Hans Scheele, deutscher Leichtathlet (* 1908)
- 28. Juli: Karl Leban, österreichischer Eisschnellläufer, Moderner Fünfkämpfer und Leichtathlet (* 1908)
- 000Juli: Otto Fischer, österreichischer Fußballspieler und -trainer (* 1901)

### August
- 01. August: Michael Murach, deutscher Amateurboxer (* 1911)
- 03. August: Leopold Richter, deutscher Fußballspieler (* 1885)
- 06. August: Jules Valton, französischer Segler (* 1867)
- 11. August: Herbert Adamski, deutscher Ruderer (* 1910)
- 14. August: Arthur Hiller, deutscher Fußballspieler (* 1881)
- 15. August: Lauri Kettunen, finnischer Moderner Fünfkämpfer und Fechter (* 1905)
- 19. August: Hermann Heibel, deutscher Schwimmer (* 1912)
- 24. August: Theodore Mavrogordato, englischer Tennisspieler (* 1883)
- 25. August: Clarence Platt, US-amerikanischer Sportschütze (* 1873)
- 28. August: Ugo Agostoni, italienischer Radrennfahrer (* 1893)
- 28. August: Arthur Dearborn, US-amerikanischer Diskuswerfer (* 1886)
- 30. August: Friedrich Hendrix, deutscher Leichtathlet (* 1911)

### September
- 03. September: Alexander Iljin-Schenewski, sowjetisch-russischer Schachspieler und -organisator (* 1894)
- 05. September: Kalle Jalkanen, finnischer Skilangläufer (* 1907)
- 11. September: Adolf Scheffknecht, österreichischer Turner (* 1914)
- 18. September: Gwendoline Eastlake-Smith, englische Tennisspielerin (* 1883)
- 20. September: Hervarth Frass von Friedenfeldt, sudetendeutscher Fechter (* 1913)
- 25. September: Lionel Coleman, kanadischer Radrennfahrer (* 1918)
- 25. September: Foxhall Keene, US-amerikanischer Pferdezüchter und Sportler (* 1867)
- 28. September: Joseph Dreher, französischer Mittel- und Langstreckenläufer (* 1884)
- 28. September: Toivo Reingoldt, finnischer Schwimmer (* 1906)
- 30. September: William Slade, britischer Tauzieher (* 1873)

### Oktober
- 06. Oktober: Martti Lappalainen, finnischer Skilangläufer (* 1902)
- 14. Oktober: Karel Robětín, böhmisch-tschechoslowakischer Tennis- und Eishockeyspieler (* 1889)
- 27. Oktober: Albert Colomb, französischer Automobilrennfahrer (* 1878)
- 000Oktober: Josef Adelbrecht, österreichischer Fußballspieler (* 1910)

### November
- 01. November: Hugo Strauß, deutscher Ruderer (* 1907)
- 02. November: Josef Klein, tschechoslowakischer Leichtathlet (* 1916)
- 15. November: Wal Handley, britischer Motorrad- und Automobilrennfahrer (* 1902)
- 15. November: Henry Lynch-Staunton, britischer Sportschütze (* 1873)
- 16. November: Eduard Ellmann-Eelma, estnischer Fußballspieler (* 1902)
- 17. November: Nikolaos Zarifis, griechischer Tennisspieler (* 1885)
- 21. November: Paul Schweifer, österreichischer Boxer (* 1914)
- 29. November: Frank Waller, US-amerikanischer Leichtathlet (* 1884)
- 30. November: Elfriede Senden, deutsche Leichtathletin (* 1900)

### Dezember
- 04. Dezember: Karl Kaschka, österreichischer Fechter (* 1904)
- 09. Dezember: Friedrich Dietz von Weidenberg, österreichischer Sportschütze (* 1871)
- 10. Dezember: Ugo Savonuzzi, italienischer Turner (* 1887)
- 12. Dezember: Élie Blanchard, kanadischer Lacrossespieler (* 1881)
- 18. Dezember: Bill Fritz, US-amerikanischer Stabhochspringer (* 1892)
- 18. Dezember: Heinrich Paal, estnischer Fußballspieler und -schiedsrichter, Leichtathlet, Sportfunktionär und Bandyspieler (* 1895)
- 24. Dezember: Frederick Moloney, US-amerikanischer Leichtathlet (* 1882)
- 24. Dezember: Ōe Sueo, japanischer Leichtathlet (* 1914)
- 25. Dezember: John Lander, britischer Ruderer (* 1907)
- 27. Dezember: Richard Herrmann, deutscher Sportfunktionär (* 1895)
- 27. Dezember: Hermann Wilker, deutscher Ruderer (* 1874)
- 28. Dezember: Gerald Backhouse, australischer Leichtathlet (* 1912)
- 29. Dezember: Erich Aberger, deutscher Radrennfahrer (* 1892)
- 31. Dezember: José Fontanet, spanischer Wasserballspieler (* 1900)
- 000Dezember: Leon Sperling, polnischer Fußballspieler (* 1900)
- 000Dezember: Fritz Zulauf, Schweizer Sportschütze (* 1893)

### Genaues Sterbedatum unbekannt
- Luigi Barbesino, italienischer Fußballspieler und -trainer sowie Faschist (* 1894)